# Distretto di Huacullani
Il distretto di Huacullani è uno dei sette  distretti della provincia di Chucuito, in Perù. Si trova nella regione di Puno e si estende su una superficie di 705,28 chilometri quadrati.

Ha per capitale la città di Huacullani; nel censimento 2007 si contava una popolazione di 14.906 unità.